# Evelyn Francisco
Evelyn Francisco, née Evelyn Barton, (1904 -  1963) est une actrice américaine du cinéma muet. Connue pour ses rôles de Bathing Beauties, elle est la sœur de Betty et de Margaret Francisco, toutes deux actrices.

## Biographie
Née à Little Rock dans l'Arkansas le 13 août 1904, Evelyn Barton commence sa carrière d'actrice en 1923. Dans The Goof (1924), réalisé par William Beaudine, elle est l'une des beautés appelées les diving girls de Spike Malone. Cette farce de sept bobines met en scène une ancienne actrice de William Fox, Alta Allen, à la tête de la troupe. Dans les Folies d'Hollywood, de 1924, Evelyn Francisco est l'une des Bathing Beauties de Mack Sennett qui se produisent à l'auditorium philharmonique. Dirigée par Harry Langdon, Thelma Parr (en) fait également partie du groupe restreint de femmes de Sennett qui présentent un numéro intitulé All Wet.
En août 1925, les sœurs Francisco sont présentées ensemble au Greenwich Village Cafe de l'hôtel Christie, à Hollywood. À l'époque, Evelyn Francisco vient de terminer un rôle important dans la première production de Julian Eltinge pour les studios Christie], un film intitulé Madame Behave (1925).
Elle porte un maillot de bain inédit en hermine russe lors d'un concours de mode organisé à l'hôtel Vista del Arroyo de Pasadena, en Californie, en février 1927.
Evelyn Francisco meurt le 27 janvier 1963 à Corona (Californie).

## Filmographie (partielle)
- Picking Peaches (1924 - non créditée)
- Madame Behave (1925)
- Premier Amour (en) (His First Flame)  (1927)
- King of the Herd (en) (1927)